# Centrul Civic
 (décembre 2023).
Si vous disposez d'ouvrages ou d'articles de référence ou si vous connaissez des sites web de qualité traitant du thème abordé ici, merci de compléter l'article en donnant les références utiles à sa vérifiabilité et en les liant à la section « Notes et références ».
Centrul Civic est un quartier de Bucarest partagé sur de nombreux secteurs différents de la ville.
Il comporte un nombre important d'institutions de Roumanie tel que le palais du Parlement, le Palatul Victoria ainsi que des bâtiments liés à la culture tels que la Bibliothèque nationale de Roumanie, l'Opéra National de Roumanie, le Théâtre National "Ion Luca Caragiale" ou l'Université de Bucarest.

## Description
Le Centrul Civic a été complètement reconstruit dans les années 1980 dans le cadre du plan de "Sistematizare" définit par Nicolae Ceaușescu.
Bucarest a subi de lourds dommages lors du bombardement de Bucarest pendant la Seconde Guerre mondiale et du tremblement de terre de 1977. Cependant, ces événements n'ont pas autant changé l'apparence de la ville que "les plans de re-développement" de Ceauşescu dans les années 1980, via lesquels une zone de plus de 8 kilomètres carrés du centre historique de Bucarest a été détruite totalement (c'est-à-dire comprenant tous les monuments, églises, monastères, synagogues, hôpital, stade...). Ces changements ont demandé l'expulsion de près de 40.000 personnes du jour au lendemain et leur relogement dans de nouveaux bâtiments, dans le but de construire un centre civique grandiose et la Maison du Peuple, maintenant connue sous le nom du Palais du Parlement.
Le Centre Civique est un complexe de bâtiments modernes en béton avec des façades en marbre, disposé sur un boulevard appelé « Boulevard de la Victoire du Socialisme », un boulevard construit sur le modèle des Champs-Élysées, mais avec un mètre de plus en largeur, traversant d'est en ouest, réalisant une grande voie vers le Palais du Parlement au niveau de son extrémité ouest.
Le Centre Civique comprend un bon nombre de sièges gouvernementaux et des appartements liés, à la base à destination de l'hébergement de l'élite communiste de Roumanie.
Le Centre Civique est donc principalement une zone d'architecture de style Socialiste-Réaliste obéissant à une forme d'uniformité, mais également caractérisée par son absence d'espace commercial. Les principaux commerces et restaurants formant le cœur de la ville se trouvant dans le quartier au nord du Centrul Civic.
Le quartier a été appelé de manière sarcastique « Ceaușima » à cause de l'état de ruines du quartier lors des démolitions.

## Lieux particuliers
- le Palais du Parlement
- la Dâmboviţa canalisée dans le quartier